# Jim McCrery
James Otis McCrery III, detto Jim (Shreveport, 18 settembre 1949), è un politico statunitense, membro della Camera dei Rappresentanti per lo stato della Louisiana dal 1988 al 2009.

## Biografia

### Primi anni e formazione

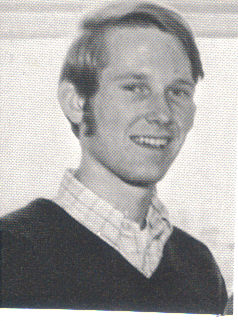
Jim McCrery nel 1969

Nato a Shreveport e cresciuto a Leesville, McCrery si laureò in giurisprudenza presso l'Università statale della Louisiana.
Fu assistente del deputato democratico Buddy Leach e, quando questi fu sconfitto da Buddy Roemer, McCrery passò nello staff del nuovo deputato. Nel 1984 rientrò in Louisiana per accettare un lavoro presso la Georgia-Pacific, dove restò per i successivi quattro anni.

### Carriera politica
Quando Roemer lasciò il seggio per candidarsi alla carica di governatore della Louisiana, McCrery si candidò per il suo posto come membro del Partito Repubblicano, cambiando affiliazione partitica; riuscì a vincere le elezioni speciali indette per riassegnare il seggio e divenne così deputato.
Nel 1992, la Louisiana perse un distretto congressuale e dovette ridefinire la propria mappa, subendo l'ordine di disegnare un distretto a maggioranza afroamericana. Per tali motivi, gran parte del territorio rappresentato da McCrery fu incluso all'interno di un'altra circoscrizione, rappresentata dal democratico in carica da sedici anni Jerry Huckaby. Le modifiche nella costituzione demografica del distretto resero però McCrery il favorito per la vittoria, tanto che i leader democratici sollecitarono Huckaby a ritirarsi dalla competizione. Huckaby decise di rimanere in corsa e, al termine della sfida, fu pesantemente sconfitto da McCrery, che divenne così il primo repubblicano della Louisiana a spodestare un democratico in carica a livello federale.
McCrery fu poi rieletto altre sette volte, cambiando nuovamente distretto a partire dal 1997, dopo che la Corte Suprema sancì che la circoscrizione del quarto distretto rappresentava un caso di gerrymandering razziale incostituzionale. Lasciò il seggio dopo ventun anni di permanenza complessiva al Congresso.
Dopo la fine della sua carriera politica, Jim McCrery divenne un lobbista per la società Capitol Counsel di Washington. Nell'agosto del 2014, il governatore Bobby Jindal, che da giovane aveva lavorato come stagista per l'ufficio di McCrery, nominò l'ex deputato all'interno del consiglio dei supervisori dell'Università statale della Louisiana.

### Vita personale
Dal matrimonio con la giornalista Mary Johnette Hawkins, celebratosi nel 1991, Jim McCrery ebbe due figli di nome Scott e Otis. La coppia successivamente divorziò.

### Controversie
McCrery fu oggetto di un'inchiesta del 1992 condotta dalla rivista The Advocate, dopo che un docente gay di Dallas affermò di aver avuto rapporti sessuali con il deputato prima che questi fosse eletto alla Camera; l'uomo, Gary Cathey, dichiarò di aver consumato almeno dodici rapporti sessuali con McCrery tra il 1975 e il 1985 ed emersero altri due uomini che raccontarono di aver fatto sesso con lui. Per tale motivo, McCrery fu accusato di ipocrisia, avendo sostenuto legislazioni e politiche contro i diritti degli omosessuali. McCrery e sua moglie negarono comunque che la storia riportata fosse vera. La presunta omosessualità di McCrery venne rilanciata anche dal film documentario Outrage del 2009, in cui venivano menzionati alcuni politici che nonostante i loro gusti sessuali avevano perseguito politiche anti-gay: nel film venne intervistato un ex compagno di università di McCrery, che affermò come all'epoca egli fosse conosciuto come un ragazzo di fede liberale, gay e ateo e che la sua svolta fosse imputabile all'interesse di un gruppo non meglio specificato che aveva accettato di finanziare la sua campagna elettorale se avesse abbracciato i loro programmi politici di destra.
Durante una trattativa commerciale tra Stati Uniti e Cina nel mese di marzo 2007, McCrery e il collega democratico Charles B. Rangel commisero una gaffe con la politica Wu Yi riferendosi a lei come la vice premier della "Repubblica di Cina", anziché della Repubblica Popolare Cinese. La Repubblica di Cina è il nome con cui si indica il governo autonomo dell'isola di Taiwan, che la Cina considera uno stato canaglia.